# 下丰西讷
下丰西讷（法語：Foncine-le-Bas，法語發音：[fɔ̃sin lə ba]）是法国汝拉省的一个市镇，位于该省东部，与上丰西讷相邻，属于隆斯勒索涅区。

## 地理
下丰西讷（46°38'13"N, 6°1'48"E）面积9.29 平方千米，位于法国勃艮第-弗朗什-孔泰大區汝拉省，该省份为法国东部内陆省份，北起上索恩省，西北接科多尔省，西临索恩-卢瓦尔省，南至安省，东与杜省和瑞士接壤。
与下丰西讷接壤的市镇（或旧市镇、城区）包括：上丰西讷、拉克德鲁日特吕特、沙佩勒德布瓦、福尔迪普拉讷、莱普朗什昂蒙塔涅。

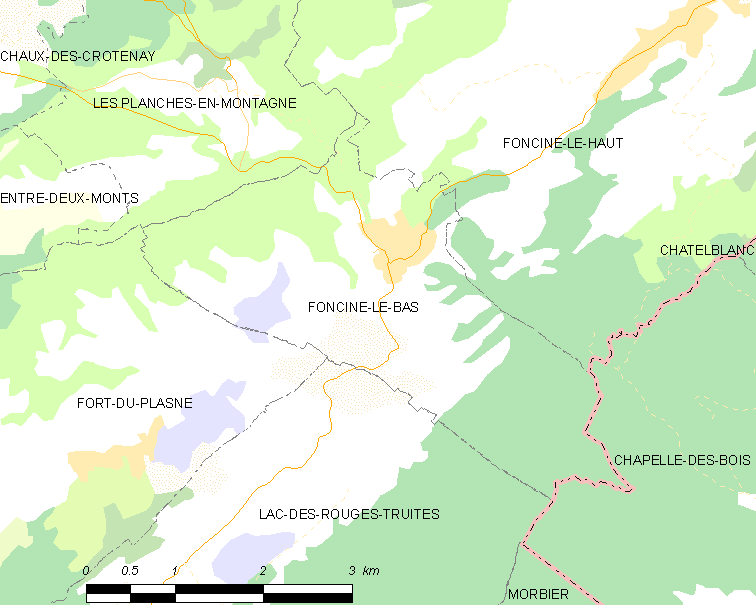
下丰西讷的OSM定位图

下丰西讷的时区为UTC+01:00、UTC+02:00（夏令时）。

## 行政
下丰西讷的邮政编码为39520，INSEE市镇编码为39227。

## 政治
下丰西讷所属的省级选区为圣洛朗昂格朗沃县。

## 人口

1962-2008年间下丰西讷人口变化图示

下丰西讷于2022年1月1日时的人口数量为203人。

## 交通
汝拉省省道D62线、D127线和D437线在镇中心交汇。